# Ludvig Karsten
Pour les articles homonymes, voir Karsten.
Ludvig Karsten (8 mai 1876 – 19 octobre 1926) est un peintre norvégien néo-impressionniste. Il fut influencé par Edvard Munch, Henri Matisse et la peinture française de son époque. Sa première exposition eut lieu au Høstutstillingen (en) (exposition d'automne) à Kristiania en 1901, et sa première exposition personnelle, en 1904. Ses œuvres sont exposées dans de nombreuses villes scandinaves ; plusieurs d'entre elles se trouvent à la Galerie nationale (Nasjonalgalleriet) d'Oslo. Karsten est connu pour sa vie de bohème et son tempérament velléitaire.

## Vie personnelle
Karsten, né à Christiana, est le fils du constructeur Hans Heinrich Karsten et d'Ida Susanne Pfützenreuter. Il est le frère de la designer Marie Karsten (no) et de l'architecte Heinrich Karsten (no). Sa fille Alise, née en 1909, est élevée dans une famille d'accueil avant de rejoindre son père et sa belle-mère à Copenhague. En 1913, Karsten épouse la sculptrice danoise Michaela (Misse) Frederikke Haslund (1886–1943), mais leur mariage est dissous en 1917. Karsten meurt à Paris à la suite d'une chute dans un escalier raide en 1926.

## Carrière
Karsten grandit dans une famille riche à Christiania. Il commence à suivre des leçons de dessin à 13 ans. En 1893, il fait un voyage d'étude au Telemark, où il réalise des esquisses de paysages et des portraits et se joint au peintre Halfdan Egedius. Après avoir obtenu son diplôme d'études secondaires en 1895, il se rend à Rome, puis à Florence et à Munich. En 1896, il voyage en Espagne et s'établit un temps à Madrid. Il quitte l'Espagne en 1898 et est enrôlé plusieurs mois dans l'armée à Gardermoen (en). Il se rend ensuite à Munich, où il peint Un homme et une femme, aussi appelé Adam et Ève, qui a été exposé par la suite au musée Stenersen. Karsten visite Paris à l'automne de 1900, où il s'exerce à peindre d'après un modèle. En 1901, il se trouve à Åsgårdstrand, où il peint Deux hommes et Trois garçons, qui figurent tous deux à sa première participation au Høstutstillingen (exposition d'automne) de Kristiania la même année. Karsten retourne à Paris, où il passe plusieurs années. Il est connu pour ses cuites et son tempérament. Après s'être battu avec le poète Nils Collett Vogt (en), il est temporairement expulsé du cercle des artistes norvégiens résidant à Paris. Il visite le musée du Louvre, où il paraphrase La Mise au tombeau du Christ de Ribera. Sa peinture est achetée par Frits Thaulow et est sa première vente importante. Elle est revendue à la Galerie nationale d'Oslo en 1909, après la mort de Thaulow.
La première exposition solo de Karsten, qui a lieu à Kristiania en septembre et en octobre 1904, obtient des critiques mitigées des journaux. En 1905, il visite Edvard Munch à Åsgårdstrand, où ce dernier fait un grand portrait de lui. Après une nuit où l'alcool a beaucoup coulé, une querelle se transforme en une violente bagarre entre les deux peintres. Munch va donner sa version de l'incident dans trois peintures (deux Bagarre et les Hôtes indésirables) trente ans plus tard. À partir de 1910, Karsten vit le plus souvent à Copenhague, où il se marie en 1913. En 1920, attiré par la lumière intense de l'endroit, il achète une maison à Skagen, où il commence à peindre de grands paysages dans son style de pointilliste.
Karsten est représenté à la Galerie nationale à Oslo par plusieurs peintures, dont La Mise au tombeau du Christ (1904), Soirée de printemps à Ula (1905), Tæring (1907), La Cuisine bleue (1913), La cuisine rouge (1913) et La Fuite d'Égypte (1922),. Il est représenté au musée de l'université de Bergen par ses œuvres Søsken et Bethsabée, au Musée national de Stockholm par la peinture Den lyse og mørke akt, au Musée national d'art de Copenhague par son Calvaire (1923) et au musée Stenersen, à Oslo, par les peintures Adam et Ève, Homme en blanc à Skagen et Gobelin,,. Karsten fut aussi bien connu par ses paraphrases d'œuvres de peintres antérieurs, dont l'artiste Jacopo Bassano du XVIe siècle et les artistes José de Ribera et Rembrandt du XVIIe siècle. Sa dernière peinture est un portrait de sa fille Alise, fait lorsqu'elle le visita à Paris en 1926.

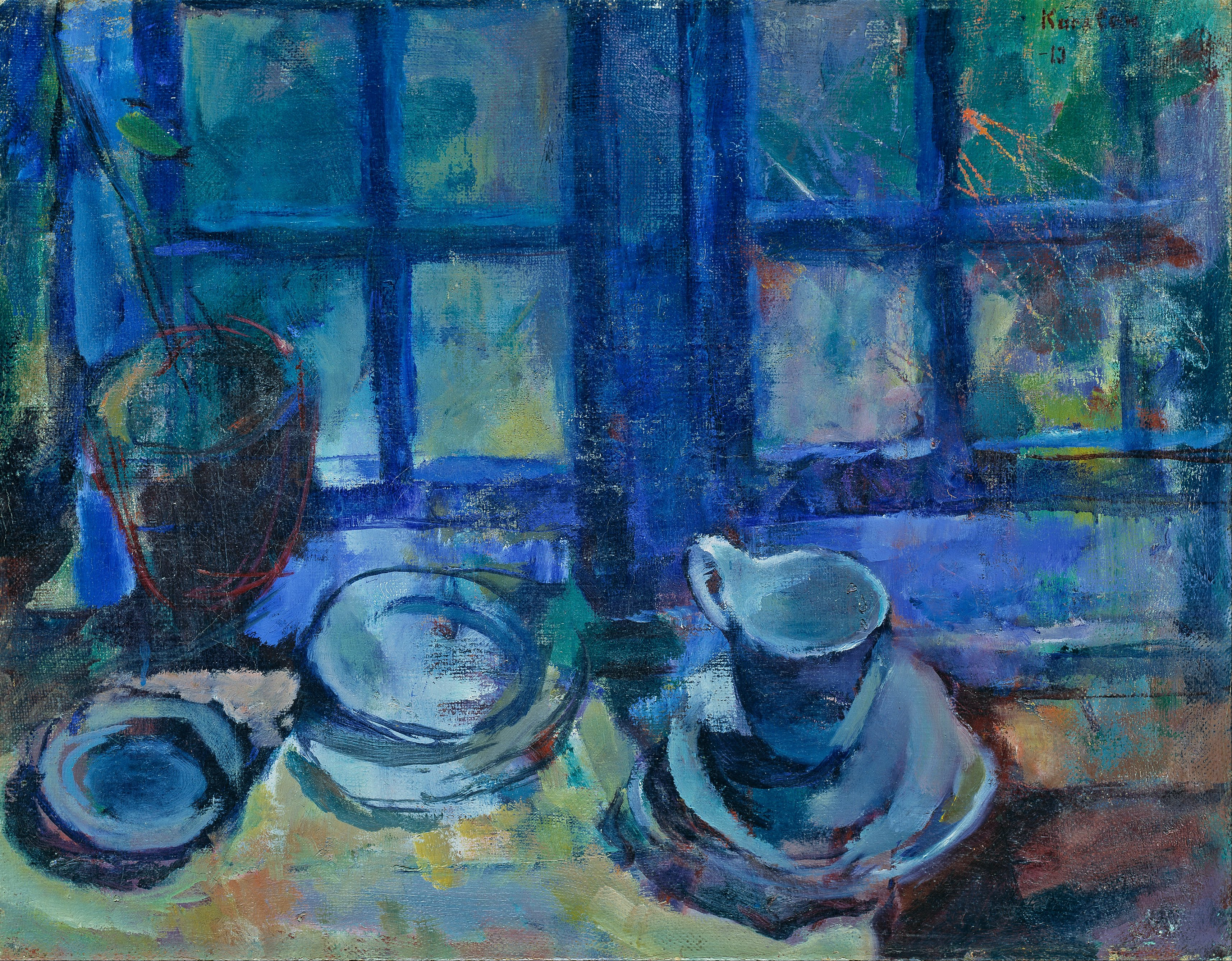
La Cuisine bleue (1913)
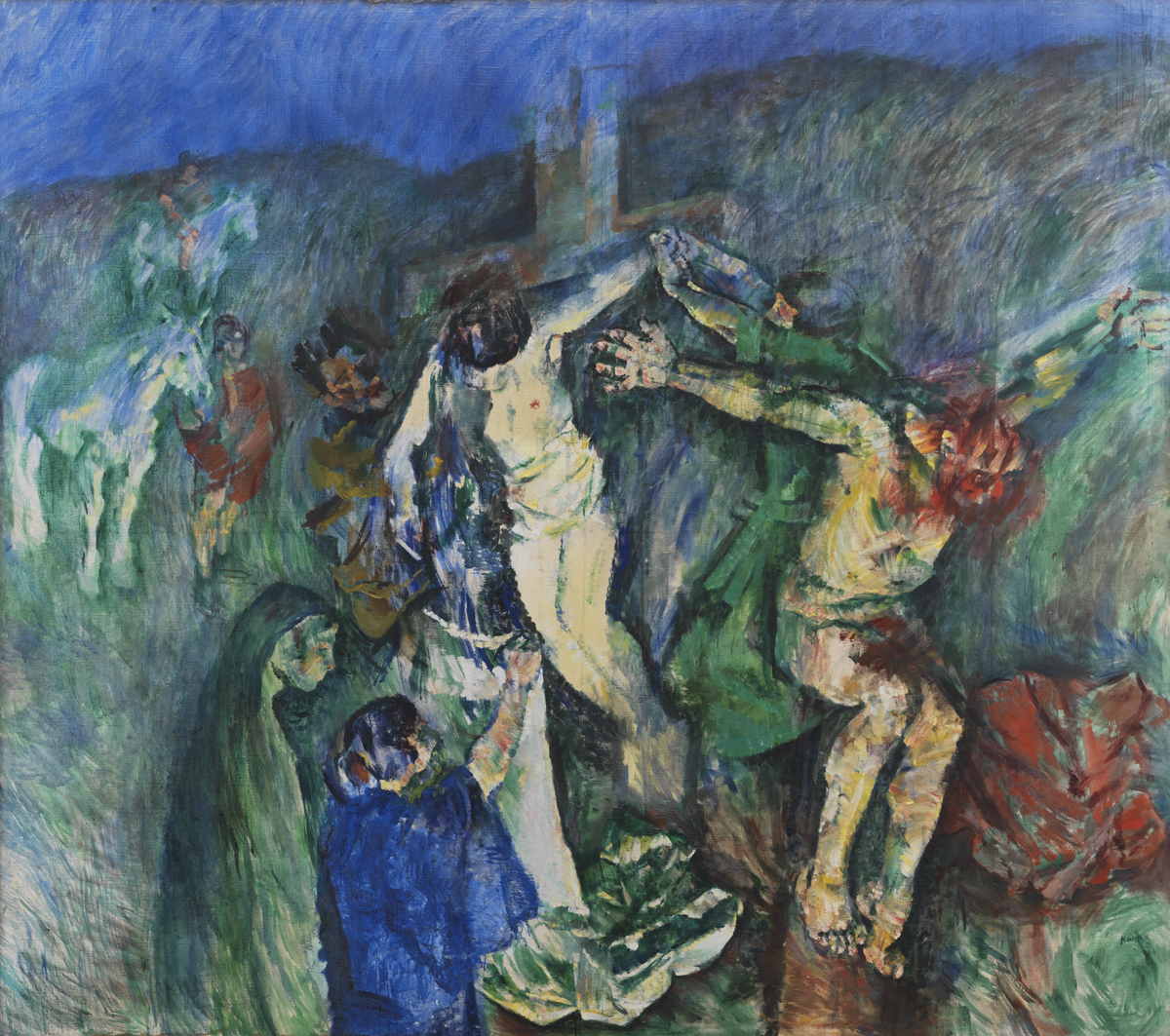
La Déposition de croix (1925)
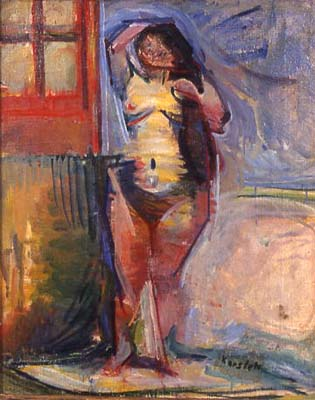
Nu debout (1910)